# Giovanni Battista Caprara Montecuccoli
Giovanni Battista Caprara Montecuccoli, italijanski rimskokatoliški duhovnik, škof in kardinal, * 29. maj 1733, Bologna, † 21. junij 1810.

## Življenjepis
22. decembra 1765 je prejel duhovniško posvečenje.
1. decembra 1766 je bil imenovan za naslovnega nadškofa Iconiuma in prejel je škofovsko posvečenje.
18. decembra 1766 je bil imenovan za apostolskega nuncija v Nemčiji, 6. septembra 1775 za apostolskega nuncija v Švici in leta 1785 še za apostolskega nuncija v Avstriji.
18. junija 1792 je bil povzdignjen v kardinala.
21. februarja 1794 je bil imenovan za kardinal-duhovnika S. Onofrio.
11. avgusta 1800 je bil imenovan za nadškofa (osebni naziv) škofije Jesi in 24. maja 1802 za nadškofa Milana.